# Rehimena dichromalis
Rehimena dichromalis is een vlinder uit de familie van de grasmotten (Crambidae). De wetenschappelijke naam van deze soort is voor het eerst gepubliceerd in 1866 door Francis Walker.
Deze soort komt voor in India.